# 루아나 월터스

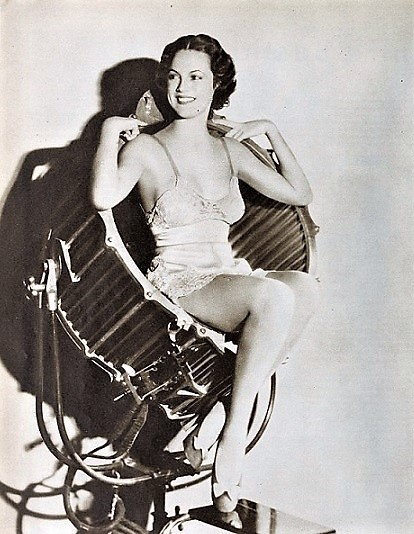

루아나 월터스(Luana Walters, 1912년 7월 22일 ~ 1963년 5월 19일)는 미국의 배우, 영화배우이다.
로스앤젤레스에서 태어났으며 로스앤젤레스에서 사망하였다.

## 영화
- 쉬 크리처 (1956년)
- 아톰 맨 대 슈퍼맨 (1950년)
- 슈퍼맨 - 48년작 (1948년) - 라라 역
- 파리 허니문 (1939년)
- 세인트 루이스 블루스 (1939년)
- 땡스 포 더 메모리 (1938년)
- 마리 앙투아네트 (1938년)
- 브로드웨이 멜로디 오브 1936 (1935년)
- 메리 위도우 (1934년)
- 투 세컨드 (1932년) - 타트 역
- 리칭 포 더 문 (1930년)